# Janez Lampič (kolarz)
Janez Lampič (ur. 18 października 1963 w Kranju) – jugosłowiański kolarz, olimpijczyk.
W 1984 reprezentował Jugosławię na igrzyskach w Los Angeles; wraz z kolegami zajął 9. miejsce w jeździe drużynowej na czas.
W 1983 zajął 2. miejsce w Tour de Yougoslavie, a w 1986 zdobył złoty medal w Tour de Serbie.